# Misalibiekondre
Misalibie, voluit Misalibiekondre, is een dorp aan de Saramaccarivier in Sipaliwini,  Suriname. Het ligt dicht bij de Njoeng Jacob Kondre Airstrip.
Het dorp ligt in het gebied Pikin Saramacca. Het is een uit enkele dorpen op een rij aan de rivier, met stroomopwaarts Nieuw-Jacobkondre, Mamadam en Oemakondre. In dit gebied wonen marrons van het volk Matawai.
Bofe · Boslanti · Cabana · Heidoti · Kwattahede · Makajapingo · Mamadam · Misalibiekondre · Moetoetoetabriki · Nieuw-Jacobkondre · Oemakondre · Pakkapakka · Poesoegroenoe · Stonkoe · Villa Brazil